# Manuel José Gomes
Manuel José Gomes, primeiro e único Visconde de Soutello, (Barcelos, 1839 — Amparo, 19 de novembro de 1911) foi um empresário português radicado no Brasil. Nasceu na Freguesia da Pousa (Barcelos), onde fez os primeiros estudos, completados depois no Porto. Era filho de Feliciano Dias Gomes e de Andreza Maria Lopes.
Em 1856, embarcou em Portugal com destino ao Brasil, tendo chegado em 21 de fevereiro. Foi agraciado em 1891, com o título de comendador da Ordem de Cristo, pelo rei Dom Luís I, e, em 1904, com o título de Visconde de Soutelo, pelo rei D. Carlos I de Portugal.
Exerceu em Amparo, no estado de São Paulo, o cargo de vice-cônsul honorário de Portugal. Sócio da firma Zeferino Guimarães & Cia, depois Guimarães & Gomes, entre 1857 e 1889. Diretor da Companhia Mogiana de Estradas de Ferro, da qual era grande acionista, entre 1892 e 1910. Foi um dos fundadores do Banco Industrial Amparense. Fundador do Grémio Português de Beneficência de Amparo, e sócio benemérito do Hospital Ana Cintra e do Asilo. Em Portugal, figura na galeria de benfeitores da Santa Casa de Misericórdia de Barcelos.
Casou pela primeira vez, com Constância de Sousa Aranha, e pela segunda vez, com Olympia da Costa Guimarães. Teve, do primeiro casamento, os filhos Amadeu Gomes de Sousa e Carlos Gomes de Sousa, e do segundo casamento Alice Gomes de Soutello, Olympia Gomes de Soutello, e os gêmeos Manoel Amadeu Gomes de Soutello e Manoel Carlos Gomes de Soutello.
Seu filho Dr. Amadeu Gomes de Sousa, assim como o pai, notabilizou-se na Cia.Mogiana de Estradas de Ferro, constituindo-se em grande acionista e Presidente da entidade por mais de trinta anos. Fora ainda Deputado Estadual, pelo Partido Republicano Paulista (PRP), nas duas últimas legislaturas da República Velha, bem como operante industrial e capitalista em Amparo.